# Trevor Ariza
Trevor Anthony Ariza (ur. 30 czerwca 1985 w Miami) – amerykański koszykarz grający na pozycji niskiego skrzydłowego, mistrz NBA z 2009.

## NCAA
Karierę zaczynał w barwach uniwersytetu Kalifornijskiego w Los Angeles. Zagrał w ich barwach zaledwie jeden sezon, po czym zgłosił się do draftu. Został z nim wybrany przez New York Knicks z numerem 43 w drugiej rundzie.

## NBA

### New York Knicks
Ariza rozpoczął sezon debiutancki jako rezerwowy. W wieku zaledwie 19 lat został drugim najmłodszym debiutantem w historii Knicks, który rozegrał dla nich 80 meczów w sezonie zasadniczym. W trakcie sezonu budował do siebie zaufanie trenera Larry'ego Browna, co zaowocowało 12 występami w pierwszym składzie. W swoim drugim sezonie zdążył rozegrać dla Knicks 36 meczów, z czego 10 rozpoczynał jako gracz pierwszej piątki. W trakcie tych półtora sezonu notował średnio 5,5 punktu, 3,3 zbiórki i 1,1 asysty na mecz. 22 lutego 2006 został wymieniony do Orlando Magic razem z Pennym Hardawayem w zamian za Steve'a Francisa.

### Orlando Magic
Po transferze do końca sezonu rozegrał 21 meczów, w każdym występując jako rezerwowy. Kolejne rozgrywki nie były dla niego specjalnie udane. Z powodu problemów zdrowotnych zagrał tylko 57 razy, z czego siedmiokrotnie rozpoczynał mecze w pierwszej piątce. Sezon 2007/08 rozpoczął prawie na końcu ławki rezerwowych i po rozegraniu zaledwie 11 spotkań został oddany z klubu. 20 listopada 2007 przeszedł do Los Angeles Lakers w zamian za Briana Cooka i Maurice'a Evansa. W barwach Magic rozegrał łącznie 89 meczów, w których notował średnio 7,2 punktu, 4,0 zbiórki i 1,0 asysty na mecz.

### Los Angeles Lakers
Początek w nowej drużynie miał pechowy. Po niespełna dwóch miesiącach, 21 stycznia doznał złamania kości w prawej stopie. Do gry wrócił dopiero w drugim meczu finałów konferencji przeciwko San Antonio Spurs. Kolejny sezon, 2008/09 był dla niego najbardziej udany, zarówno pod względem sportowym, jak i zdrowotnym. Po raz pierwszy w karierze nie opuścił żadnego spotkania, występując we wszystkich 82 meczach. Dodatkowo 20 razy wychodził do gry w pierwszym składzie. Zanotował też najlepsze w karierze średnie na poziomie 8,9 punktu, 4,3 zbiórki, 1,8 asysty i aż 1,7 przechwytu, co dało mu dziewiąte miejsce w tej kategorii w całej lidze. 15 marca 2009, w meczu przeciwko Dallas Mavericks pobił swój rekord kariery, zdobywając 26 punktów.
W pierwszym meczu play-off, przeciwko Utah Jazz ustanowił rekord strzelecki na tym etapie rozgrywek. W pierwszym meczu finału konferencji przeciwko Denver Nuggets, zanotował kluczowy przechwyt, zabierając piłką podawaną z autu przez Chauncey Billupsa, dzięki czemu Lakers wygrali to spotkanie. W trzecim meczu tej serii, Lakers prowadzili dwoma punktami na 37 sekund przed końcem meczu. Ariza ponownie przechwycił podanie, tym razem Kenyona Martina do Carmelo Anthony'ego, które przybliżyło Lakers do wygranej, dającej drużynie prowadzenie 2-1 w serii. Lakers awansowali do finału, gdzie spotkali były zespół Trevora, Orlando Magic. W czwartym meczu tej serii, Ariza do przerwy spudłował wszystkie 6 rzutów z gry. W trzeciej kwarcie rzucił 13 ze swoich 16 punktów i pomógł drużynie w wygranej po dogrywce. Do swojego dorobku punktowego dołożył 9 zbiórek. Lakers wygrali całe finały 4-1, a Ariza notował rekordowe w karierze 11,3 punktu i 4,2 zbiórki na mecz. Trafiał przy tym 50% rzutów za trzy punkty na przestrzeni całych play-offs.

### Houston Rockets
3 lipca 2009, Ariza jako wolny agent podpisał pięcioletni kontrakt z Houston Rockets, wart 33 miliony dolarów. Już w trzecim meczu sezonu, rozegranym 31 października 2009 przeciwko Portland Trail Blazers ustanowił nowy rekord kariery, rzucając 33 punkty. W trakcie całego sezonu Ariza był jednym z kluczowych zawodników w ataku Rockets, co zaowocowało najlepszą w karierze średnią 14,9 punktu na mecz. Notował przy tym 5,6 zbiórki i 3,8 asysty, ale zdecydowanie spadła jego skuteczność. Trafiał 39,4% z gry i 33,4% za trzy punkty. W ostatnim meczu sezonu zasadniczego przeciwko New Orleans Hornets, zanotował pierwsze w karierze triple-double, zdobywając 26 punktów, 10 zbiórek i 10 asyst.

### New Orleans Hornets
11 sierpnia 2010 Ariza trafił do Hornets w ramach wymiany pomiędzy czterema zespołami (Rockets, Hornets, Indiana Pacers i New Jersey Nets). W nowym zespole Ariza grał regularnie w pierwszej piątce. W rozgrywkach 2010/11 było to 75 meczów, rok później tylko 41 ze względu na problemy ze zdrowiem. Przez te dwa sezony Ariza notował dla Hornets średnio 10,9 punktu, 5,4 zbiórki i 2,6 asysty na mecz. 20 czerwca 2012 został wymieniony razem z Emeką Okaforem do Washington Wizards w zamian za Rasharda Lewisa i wybór w drafcie.

### Washington Wizards
Pierwszy sezon w nowych barwach ponownie upłynął Arizie na walce z kontuzjami. Opuścił 36 spotkań sezonu, grając w 56 meczach, z czego 15 razy w pierwszej piątce. Notował średnio 9,5 punktu, najmniej od 3 lat, ale trafiał 36,4% rzutów za 3 punkty, co było jego najlepszym osiągnięciem w karierze. Kolejny sezon był jego ostatnim w ramach kontraktu podpisanego z Houston Rockets. Ariza razem z Wizards wzniósł się na wyżyny swoich umiejętności, notując w całym sezonie średnio 14,4 punktu, 6,2 zbiórki, 2,5 asysty i 1,6 przechwytu na mecz. Do tego dołożył rekordowe w karierze 40,7% skuteczności w rzutach za trzy punkty i bardzo solidne 45,6% w rzutach z gry. 12 lutego 2014 w meczu przeciwko Houston Rockets trafił rekordowe w karierze 10 rzutów za 3 punkty, zdobywając w całym meczu 32 punkty i dodając do tego 11 zbiórek, 3 asysty i 3 przechwyty. 1 marca 2014 pobił rekord strzelecki, rzucając 40 punktów w wygranej nad Philadelphia 76ers. 27 kwietnia 2014, w czwartym meczu pierwszej rundy play-offs przeciwko Chicago Bulls ustanowił rekord strzelecki tego etapu rozgrywek, zdobywając 30 punktów.

### Powrót do Rockets
15 lipca 2014 przeszedł do Houston Rockets, na zasadzie sign-and-trade pomiędzy Wizards, Rockets i New Orleans Pelicans. W ramach tego transferu Rockets poza Arizą pozyskali także Alonzo Gee, Scotty'ego Hopsona, a także wybór w drafcie 2015 należący do Pelicans. Ci z kolei otrzymali Ömera Aşıka, Omriego Casspiego i gotówkę. Wizards z kolei dostali Melvina Ely, a także wyjątek od wymiany.
6 lipca 2018 podpisał roczną umowę z Phoenix Suns. 17 grudnia trafił w wyniku wymiany do Washington Wizards.
7 lipca 2019 został zawodnikiem Sacramento Kings.
21 stycznia 2020 trafił w wyniku wymiany do Portland Trail Blazers. 22 listopada został wytransferowany do Houston Rockets. Dwa dni później został zawodnikiem Detroit Pistons. 27 listopada dołączył do Oklahoma City Thunder.
17 marca 2021 został wytransferowany do Miami Heat. 6 sierpnia 2021 został po raz drugi w karierze zawodnikiem Los Angeles Lakers. 7 kwietnia 2022 opuścił klub.

## Osiągnięcia
Stan na 9 kwietnia 2022, na podstawie, o ile nie zaznaczono inaczej.
NCAA
- Zaliczony do I składu najlepszych pierwszorocznych zawodników Pac-10 All-Freshman Team (2004)

NBA
- Mistrz NBA (2009)
- Lider play-off w średniej przechwytów (2016)[29]

## Statystyki w NBA
Na podstawie Trevor Ariza Statistics. Basketball-Reference.com. [dostęp 2016-04-26]. (ang.).

Stan na koniec sezonu 2019/20

### Sezon regularny
| Sezon   | Drużyna     | M    | S5  | MPG  | FG%   | 3P%   | FT%   | RPG | APG | SPG | BPG | PPG  |
| ------- | ----------- | ---- | --- | ---- | ----- | ----- | ----- | --- | --- | --- | --- | ---- |
| 2004/05 | New York    | 80   | 12  | 17,3 | 44,2% | 23,1% | 69,5% | 3,0 | 1,1 | 0,9 | 0,2 | 5,9  |
| 2005/06 | New York    | 36   | 10  | 19,7 | 41,8% | 33,3% | 54,5% | 3,8 | 1,3 | 1,2 | 0,3 | 4,6  |
| 2005/06 | Orlando     | 21   | 0   | 13,8 | 40,0% | 0,0%  | 70,0% | 3,9 | 0,7 | 0,7 | 0,1 | 4,7  |
| 2006/07 | Orlando     | 57   | 7   | 22,4 | 53,9% | 0,0%  | 62,0% | 4,4 | 1,1 | 1,0 | 0,3 | 8,9  |
| 2007/08 | Orlando     | 11   | 0   | 10,5 | 45,2% | 0,0%  | 53,3% | 2,2 | 0,7 | 0,5 | 0,3 | 3,3  |
| 2007/08 | L.A. Lakers | 24   | 3   | 18,0 | 52,4% | 33,3% | 68,3% | 3,5 | 1,5 | 1,1 | 0,3 | 6,5  |
| 2008/09 | L.A. Lakers | 82   | 20  | 24,4 | 46,0% | 31,9% | 71,0% | 4,3 | 1,8 | 1,7 | 0,3 | 8,9  |
| 2009/10 | Houston     | 72   | 71  | 36,5 | 39,4% | 33,4% | 64,9% | 5,6 | 3,8 | 1,8 | 0,6 | 14,9 |
| 2010/11 | New Orleans | 75   | 75  | 34,7 | 39,8% | 30,3% | 70,1% | 5,4 | 2,2 | 1,6 | 0,4 | 11,0 |
| 2011/12 | New Orleans | 41   | 41  | 32,9 | 41,7% | 33,3% | 77,5% | 5,2 | 3,3 | 1,7 | 0,6 | 10,8 |
| 2012/13 | Washington  | 56   | 15  | 26,3 | 41,7% | 36,4% | 82,1% | 4,8 | 2,0 | 1,3 | 0,4 | 9,5  |
| 2013/14 | Washington  | 77   | 77  | 35,4 | 45,6% | 40,7% | 77,2% | 6,2 | 2,5 | 1,6 | 0,3 | 14,4 |
| 2014/15 | Houston     | 82   | 82  | 35,7 | 40,2% | 35,0% | 85,3% | 5,6 | 2,5 | 1,9 | 0,2 | 12,8 |
| 2015/16 | Houston     | 81   | 81  | 35,3 | 41,6% | 37,1% | 78,3% | 4,5 | 2,3 | 2,0 | 0,3 | 12,7 |
| 2016/17 | Houston     | 80   | 80  | 34,7 | 40,9% | 34,4% | 73,8% | 5,7 | 2,2 | 1,8 | 0,3 | 11,7 |
| 2017/18 | Houston     | 67   | 67  | 33,9 | 41,2% | 36,8% | 85,4% | 4,4 | 1,6 | 1,5 | 0,2 | 11,7 |
| 2018/19 | Phoenix     | 26   | 26  | 34,0 | 37,9% | 36,0% | 83,7% | 5,6 | 3,3 | 1,5 | 0,3 | 9,9  |
| 2018/19 | Washington  | 43   | 43  | 34,1 | 40,9% | 32,2% | 77,7% | 5,3 | 3,8 | 1,2 | 0,3 | 14,1 |
| 2019/20 | Sacramento  | 32   | 0   | 24,7 | 38,8% | 35,2% | 77,8% | 4,6 | 1,6 | 1,1 | 0,2 | 6,0  |
| 2019/20 | Portland    | 21   | 21  | 33,4 | 49,1% | 40,0% | 87,2% | 4,8 | 2,0 | 1,6 | 0,4 | 11,0 |
| Razem   |             | 1064 | 731 | 29,7 | 42,3% | 35,2% | 73,2% | 4,8 | 2,2 | 1,5 | 0,3 | 10,5 |

### Play-offy
| Sezon | Drużyna     | M   | S5 | MPG  | FG%   | 3P%   | FT%   | RPG | APG | SPG | BPG | PPG  |
| ----- | ----------- | --- | -- | ---- | ----- | ----- | ----- | --- | --- | --- | --- | ---- |
| 2007  | Orlando     | 4   | 0  | 11,8 | 31,3% | –     | 25,0% | 2,3 | 1,3 | 0,3 | 0,0 | 2,8  |
| 2008  | L.A. Lakers | 8   | 0  | 5,6  | 58,3% | 25,0% | 50,0% | 1,4 | 0,1 | 0,1 | 0,1 | 2,1  |
| 2009  | L.A. Lakers | 23  | 23 | 31,4 | 49,7% | 47,6% | 56,3% | 4,2 | 2,3 | 1,6 | 0,4 | 11,3 |
| 2011  | New Orleans | 6   | 6  | 40,2 | 41,2% | 33,3% | 72,7% | 6,5 | 3,3 | 1,3 | 0,5 | 15,5 |
| 2014  | Washington  | 11  | 11 | 37,0 | 48,1% | 44,6% | 77,8% | 8,9 | 1,7 | 1,5 | 0,4 | 13,6 |
| 2015  | Houston     | 17  | 17 | 38,5 | 42,6% | 37,5% | 90,5% | 6,4 | 2,6 | 1,8 | 0,1 | 13,2 |
| 2016  | Houston     | 5   | 5  | 36,2 | 25,5% | 14,3% | 75,0% | 4,2 | 0,8 | 2,6 | 0,2 | 6,6  |
| 2017  | Houston     | 11  | 11 | 37,5 | 42,3% | 37,7% | 92,9% | 5,1 | 2,1 | 1,3 | 0,2 | 10,7 |
| 2018  | Houston     | 17  | 17 | 34,2 | 36,0% | 28,6% | 74,2% | 3,8 | 1,3 | 1,1 | 0,1 | 8,8  |
| Razem |             | 102 | 90 | 32,3 | 42,6% | 36,7% | 72,2% | 5,0 | 1,9 | 1,4 | 0,2 | 10,3 |